# Fort McPherson (Canadà)
Fort McPherson (Teet'lit Zheh en kutchin) és un vilatge a la regió d'Inuvik dels Territoris del Nord-oest (Canadà). Es troba a l'est de la riba del riu Peel i a 121 km al sud d'Inuvik seguint l'autopista Dempster. Segons el cens canadenc del 2006, la població tenia 776 habitants, un petit increment respecte al cens del 2001. Les dues principals llengües parlades a Fort McPherson són el kutchin i l'anglès. S'hi pot arribar per carretera durant tot l'any des de Dawson City i Whitehorse (Yukon), excepte quan el riu Peel es desglaça a la primavera i es gela a la tardor.